# رابین دی‌انجلو

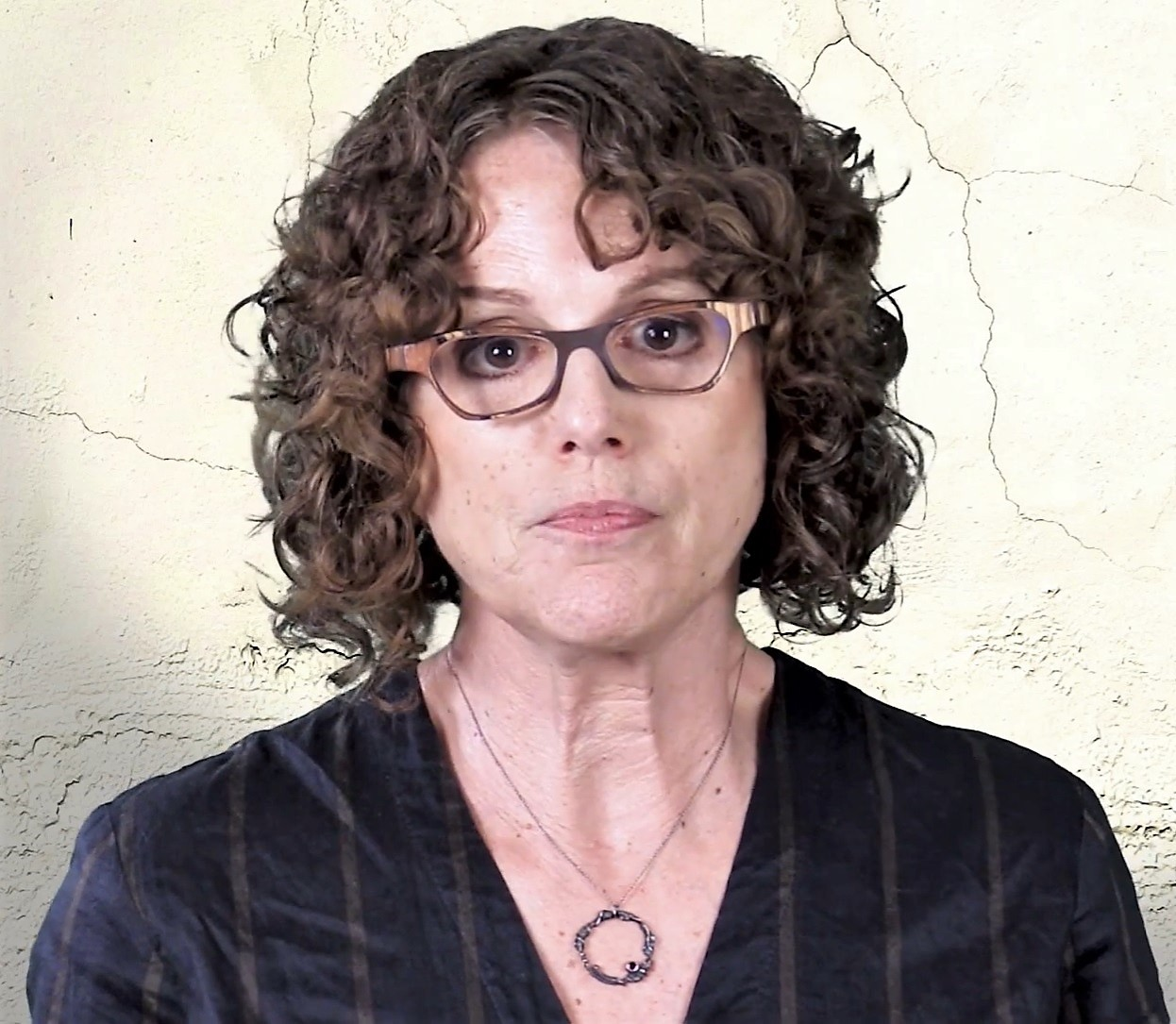
رابین دی انجلو

رابین جی دی اَنجِلو (زاده ۸ سپتامبر ۱۹۵۶) استاد دانشگاه، مدرس و نویسنده آمریکایی است که در زمینه‌های تحلیل گفتمان انتقادی و مطالعات نژادی فعالیت می‌کند. وی پیش از این به عنوان استاد صاحب کرسی آموزش چند فرهنگی در دانشگاه ایالتی وستفیلد مشغول به کار بود و هم‌اکنون دانشیار وابسته آموزش در دانشگاه واشنگتن در سیاتل است. او به خاطر کارهایی که مربوط به "شکنندگی سفیدپوستان" است شناخته می‌شود، اصطلاحی که وی در سال ۲۰۱۱ ابداع کرد.
دی‌انجلو که در یک خانواده ایتالیایی-آمریکایی متولد شده، در سال ۲۰۰۴ دکترای آموزش چند فرهنگی را از دانشگاه واشنگتن دریافت کرد. پایان‌نامه او شامل یک تجزیه و تحلیل گفتمانی از سفیدپوستی است. او سپس در دانشگاه ایالتی وستفیلد تدریس کرد و در آنجا صاحب کرسی استادی شد. وی در مقاله ای آکادمیک مورخ ۲۰۱۱، مفهوم "شکنندگی سفیدپوستان" را مطرح کرد، که بدین مفهوم است که افراد سفیدپوست هنگام مواجهه با مزیت نژادی احتمالی برای محافظت و حفظ این مزیت،  حالت تدافعی به خود می‌گیرند.

## حرفه
دی‌انجلو یک آموزگار عدالت نژادی، نویسنده و دانشگاهی چپگرا است.

## کتابشناسی
- DiAngelo, R. (2012). What Does it Mean to be White?: Developing White Racial Literacy. Counterpoints (New York, N.Y.). Peter Lang. ISBN 978-1-4331-1116-7.  DiAngelo, R. (2012). What Does it Mean to be White?: Developing White Racial Literacy. Counterpoints (New York, N.Y.). Peter Lang. ISBN 978-1-4331-1116-7.  DiAngelo, R. (2012). What Does it Mean to be White?: Developing White Racial Literacy. Counterpoints (New York, N.Y.). Peter Lang. ISBN 978-1-4331-1116-7.
- DiAngelo, R. (2018). White Fragility: Why It's So Hard for White People to Talk about Racism. Beacon Press. ISBN 978-0-8070-4741-5.  DiAngelo, R. (2018). White Fragility: Why It's So Hard for White People to Talk about Racism. Beacon Press. ISBN 978-0-8070-4741-5.  DiAngelo, R. (2018). White Fragility: Why It's So Hard for White People to Talk about Racism. Beacon Press. ISBN 978-0-8070-4741-5.
- Sensoy, O.; DiAngelo, R. (2017). Is Everyone Really Equal?: An Introduction to Key Concepts in Social Justice Education, Second Edition. Multicultural Education Series. Teachers College Press. ISBN 978-0-8077-5861-8.  Sensoy, O.; DiAngelo, R. (2017). Is Everyone Really Equal?: An Introduction to Key Concepts in Social Justice Education, Second Edition. Multicultural Education Series. Teachers College Press. ISBN 978-0-8077-5861-8.  Sensoy, O.; DiAngelo, R. (2017). Is Everyone Really Equal?: An Introduction to Key Concepts in Social Justice Education, Second Edition. Multicultural Education Series. Teachers College Press. ISBN 978-0-8077-5861-8.